# Hygophum bruuni
Hygophum bruuni är en fiskart som beskrevs av Wisner, 1971. Hygophum bruuni ingår i släktet Hygophum och familjen prickfiskar. Inga underarter finns listade i Catalogue of Life.